# Баголіно
Баголіно, Баґоліно (італ. Bagolino, п'єм. Bagolino) — муніципалітет в Італії, у регіоні Ломбардія, провінція Брешія.
Баголіно розташоване на відстані близько 470 км на північ від Рима, 110 км на схід від Мілана, 38 км на північний схід від Брешії.
Населення — 3924 особи (2014).

## Демографія
Населення за роками:

Станом на 1 січня 2023 року в муніципалітеті офіційно проживало 66 іноземців з 21 країни, серед них 22 громадяни країн Євросоюзу та 19 громадян України.

## Сусідні муніципалітети
- Анфо
- Б'єнно
- Бондоне
- Брено
- Колліо
- Борго-Кєзе
- Ідро
- Лавеноне
- Сторо

## Міста-побратими
- Еттінген-ін-Байєрн, Німеччина (2000)
- Моза, Франція (2009)